# Chany Jeanguenin
Chany Jeanguenin, né le 21 septembre 1975, est un skateur professionnel. De nationalité suisse, il a grandi à Bienne (CH). Aujourd'hui, il réside aux États-Unis, à Carlsbad en Californie.
Il roule actuellement pour Expedition One Skateboards. Il est apparu dans la vidéo It's Official de Kayo, sortie en 2006.